# Tippmann
Tippmann — это производитель пейнтбольных маркеров и экипировки для пейнтбола. Также компания занимается производством промышленного оборудования, включающего в себя точную пневматику. Компанией разработаны первый автоматический маркер, пейнтбольные газовые системы многоразового использования (взамен 12-граммовых углекислотных баллончиков), стволы Flatline, система подачи шаров Cyclone Feed и первый в мире пейнтбольный маркер, использующий в качестве рабочего газа пропан.

## История
Изначально компания Tippmann Family занималась производством масштабных моделей реального автоматического оружия, однако в связи с изменениями в американском законодательстве с 1986 года Tippmann вошли на рынок пейнтбольного снаряжения.
Tippmann характеризует свою продукцию как высокопроизводительное и надежное оборудование по доступным ценам.
Маркеры Tippmann Model 98 наряду с маркерами «BT» являются одними из наиболее популярных в российских пейнтбольных клубах, предоставляющих экипировку в аренду. Такая популярность объясняется общей дешевизной маркеров, простотой технического обслуживания и неприхотливостью в использовании.
В настоящее время многие клубы заменяют парк прокатных Model 98 на более легкие и современные Tippmann Gryphon и Tippmann FT-12.

## Производимые пейнтбольные маркеры

### Crossover
Crossover — один из новейших маркеров Tippmann, продажи которого стартовали в 2012 году. В Crossover использована технология FlexValve, которая позволяет сменять режим работы маркера с электро-пневмневматического на механический и обратно, что делает его подходящим как для тактического, так и спортивного пейнтбола. Маркер оборудован «глазами», препятствующими расколу шаров болтом. Рабочее давление — 300 psi, что позволяет использовать маркер с баллоном низкого давления. Корпус выполнен из алюминия. Газовая линия проходит внутри корпуса.
Учитывая возможность работы в электро-пневматическом режиме и потенциал использования в спортивных соревнованиях, на плате Кроссовера предустановлены режимы работы, легальные на всех основных сериях чемпионатов по спортивному пейнтболу — PSP, NPPL, Millenium.

### FT-12
FT-12 — один из новейших механических маркеров Tippmann прокатного класса, выпущенный в 2012 году. Главной особенностью FT-12 является упрощённая разборка корпуса, которая позволяет сократить время на обслуживание маркера до 75 % по сравнению с более ранними моделями маркеров Tippmann. Газовая линия — внутренняя, что так же убыстряет полную разборку маркера.

### 98 Custom Platinum
98 Custom Platinum — наиболее актуальная версия самого популярного механического маркера Tippmann — Model 98, впервые вышедшая на рынок в 2008 году. Маркеры 98 семейства используются в большинстве пейнтбольных клубов в качестве прокатного оборудования.
Сохраняя износостойкость и надежность модели 98, Custom Platinum дополнен множеством изменений.
В отличие от более ранних версий, на Custom Platinum предустановлены планки Пикатинни, упрощен метод разбора корпуса маркера, стандартно комплектуется вертикальной передней рукояткой, установлена система защиты от расколов ACT (Anti-Chop Technology).
Для маркеров на основе Model 98 выпускается множество апгрейдов, таких как опционный триггер Response Trigger, электронная рукоять e-Grip, система подачи шаров Cyclone Feed System.

### A-5
A-5 — популярный среди любителей MilSim-пейнтбола полуавтоматический маркер, выпущенный в 2002 году. Для этой модели выпускается наибольшее число кит-обвесов, с помощью которых на основе А-5 можно собрать пейнтбольный прототип реального вооружения. Впервые выпущен в обвесе H&K MP5K.
Одной из главных особенностей этого маркера является возможность менять тип резьбы ствола с помощью специального адаптера, позволяя применять стволы с резьбой Spyder, Autococker и проч.
А-5 одним из первых получил возможность использовать систему подачи шаров Cyclone Feed, что позволяет увеличить темп стрельбы по сравнению с гравитационным фидером, причем для работы Cyclone не требуется дополнительный элемент питания, работа осуществляется за счёт отбора рабочего газа.
Установка электронной рукояти или электронного триггера позволяет вести стрельбу в автоматическом режиме, темп стрельбы — до 15 шаров в секунду

### X7 Phenom
Tippmann X7 Phenom — второе поколение маркера X7, выпущенное в 2010 году. В конструкции использована технология FlexValve, позволяющая маркеру работать при низком давлении (порядка 300 psi), а также работать в механическом режиме.
В стандартной комплектации имеет планки Пикатинни.Традиционно для Tippmann система подачи шаров — Cyclone Feed.

### TPX / TiPX
Tippmann TPX — бюджетный пейнтбольный пистолет, выпущенный в 2009 году, один из самых популярных пистолетов на рынке маркеров.
Для питания используются магазины на 7 или 8 шаров, которые вставляют в нижнюю часть рукояти, как в обычном пистолете. Резьба ствола аналогична таковой на маркерах А5/Х7.
В качестве рабочего газа может использоваться как воздух, так и CO2, также есть возможность использовать 12-граммовые баллончики CO2, которые вставляются в специальную камеру, расположенную под стволом.
Tippmann TiPX — второе поколение пистолетов Tippmann. Главные изменения коснулись конструкции клапана и регулятора, объединяя два этих элемента в один. Обновлённый магазин Tru-Feed исправил недостатки, которыми обладали магазины на 8 шаров старой версии.
В число аксессуаров для пистолетов входит адаптер для питания от внешнего баллона (т. н. «мамба»), что позволяло использовать TPX/TiPX с любым пейнтбольным баллоном, стволы Hammerhead, набедренная кобура и дополнительные магазины.

### Линейка U.S. ARMY
Линейка маркеров U.S. ARMY имитирует реальное оружие, создана при содействии и по лицензии армии США.

### MilSim-маркеры на основе Tippmann 98 Custom
Alpha Black/Bravo One  — маркер, созданный на основе 98 Custom, имитирующий внешний вид винтовки M16.
Возможна установка электронной рукояти eGrip, фидера Cyclone и любого ствола с резьбой 98 Custom.
Project Salvo/Sierra One  — имитирует винтовку AR-15. В стандартной комплектации оснащен 4 планками Пикатинни и 6-позиционным телескопическим прикладом, который можно сложить к правой части маркера.
На Project Salvo/Sierra One можно дополнительно установить триггер Response Trigger, электронную рукоять eGrip и фидер Cyclone.
Carver One/ Tango One  копирует внешность винтовки M4. Снабжен тремя небольшими планками Пикатанни на цевье и одной большой планкой сверху корпуса. Прицельные приспособления и петли для крепления ремня являются частью корпуса маркера. Внутреннее устройство маркера создано на основе 98 Custom и повторяет все аналогичные узлы. С 2012 года все маркеры Tango One стандартно комплектуются вертикальной передней рукоятью, установка которой впрочем не мешает держать маркер за цевьё, т.к. корпус маркера длиннее корпуса 98 Custom. Как и на прочие маркеры на основе 98 Custom, на Tango One можно установить электронную рукоять eGrip, однако система подачи шаров Cyclone Feed несовместима с данным маркером,из-за иного способа крепления цанги фидера к корпусу маркера.

## Дополнительные аксессуары и апгрейды

### A.C.T.
‘’A.C.T. (Anti-Chop Technology)’’ — фирменная механическая система, интегрированная в болтовую группу, позволяющая уменьшить вероятность раскола болтом из-за шаров, которые не полностью попали в камеру выстрела на момент нажатия на триггер. Технология ACT конструктивно очень похожа на аналогичную систему ACS bolt компании Spyder.

### Система подачи шаров Cyclone Feed System
Cyclone Feed — фидер оригинальной конструкции Tippmann, позволяющий увеличить темп стрельбы до 15 шаров в секунду. Особенность данного силового фидера в том, что для его работы не требуется батарея, крыльчатка фидера вращается за счёт воздуха, поступающего из газовой системы. Такой подход позволяет избавиться от проблем с электропитанием и делает систему более устойчивой к намоканию, однако увеличивает расход воздуха в основной системе.

### Response Trigger System
Триггер Response Trigger, как и фидер Cyclone, призван увеличить темп стрельбы. Принцип работы заключен в том, что часть излишнего рабочего газа после выстрела взводит триггер в исходное положение, однако давление пальца на него сразу же вызывает следующий выстрел и т. д. Для ведения автоматического огня с использованием Response Trigger от пользователя маркера требуется прикладывать к триггеру усилие средней величины, и поддерживать его постоянно.

### Электронный триггер E-Trigger/электронная рукоять eGrip
E-Trigger — электронный триггер для маркеров Tippmann. В отличие от классического спускового крючка, E-Trigger требует для работы батарею и фактически не приводит в движение механизмы спуска, а активирует переключатель, который включает в работу соленоид. Плата рукояти имеет несколько режимов стрельбы — полуавтоматический, очередью по три выстрела, полностью автоматический. В продаже доступны также платы сторонних производителей, на которых имеются некоторые другие настройки и режимы огня.
Названием E-Trigger обычно характеризуется аксессуар для маркеров 98 Custom и Alpha Black, в то время как название eGrip используется для обозначения детали для маркеров А-5 и X7.

### Стволы Flatline Barrel
Стволы Flatline — первые нарезные стволы для пейнтбольных маркеров. Нарезка в стволе позволяет подкручивать шар, что теоретически увеличивает дальность стрельбы на величину порядка 30 метров с более пологой траекторией. Вместе с тем, такие стволы довольно требовательны к форме пейнтбольного шара. Шары с небольшими вмятинами и прочими неровностями при использовании стволов Flatline могут лететь по непредсказуемой траектории. К тому же, такие стволы довольно «грубо» обращаются с шарами, поэтому шары с тонкой оболочкой имеют склонность к расколу в стволах с нарезкой. Таким образом, владельцам стволов Flatline приходится довольно ответственно относиться к выбору шаров и отказаться от снарядов прокатного класса, форма которых зачастую неидеальна.